# Danville Dashers (FHL)
I Danville Dashers sono una squadra di hockey su ghiaccio, di Danville, nell'Illinois. Fin dalla fondazione, nel 2011, ha militato nella Federal Hockey League, che si è aggiudicata nella stagione 2016-2017, con .
Il nome riprende quello degli omonimi Danville Dashers che disputarono la Continental Hockey League dal 1981 al 1986.
Nel marzo del 2021, quando la squadra aveva sospeso le attività a causa della pandemia di COVID-19, la proprietà della David S. Palmer Arena, che un anno prima aveva prolungato il contratto nonostante la chiusura anticipata del campionato, decise di sciogliere l'accordo coi Dashers per concedere l'uso dello stadio ad un team di nuova formazione, i Vermillion County Bobcats iscritti alla Southern Professional Hockey League. La proprietà dei Dashers comunicò che avrebbe cercato un modo, eventualmente anche con lo spostamento della franchigia in un'altra località, per proseguire le attività.
Si dovette attendere la stagione 2024-2025 perché i Dashers tornassero a disputare il campionato.